# Heksametar
Heksametar je književni stih karakterističan za epove. 
Tvori ga šest metričkih jedinica (stopa), posebno daktilski heksametar.
Sastoji se od sljedećih stopa: spondeja, četiri daktila i troheja. Pjevanje heksametra temelji se na izmjeni dugih i kratkih slogova (dugi slog arza, kratki slog teza).
_ | | _ | | _ | | _ | | _ | | _ (|) |
Spondejom se mogu zamijeniti prva četiri daktila. U petoj je stopi spondej vrlo rijetko prisutan. Posljednji spondej može se zamijeniti trohejom. Iz raznih odnosa daktila i spondeja mogu biti 32 vrste heksametara. Uvijek je najmanje jednu stanka, tj. cezura ili dijereza u heksametru. Naglasak je uvijek na arzi, na prvom dugom slogu u stopi. Cezure su najčešće iza trećeg iktusa te iza četvrtog iktusa. Trohejska dolazi između dvaju slabih slogova u trećem daktilu. Dijereza dolazi iza četvrtog daktila i naziva se bukoličkom.
U antičkoj književnosti heksametar je počesto vezan s pentametrom u dvostih koji nazivamo elegijski distih.
Homer je jedan od najranijih pjesnika, koji primjenuju heksametar.
na primjer:
početak Ilijada:
Μήνιν άειδε θεά Πηληιάδεω Άχιλήος
Srdžbu mi, boginjo, pjevaj Ahileja Peleju sina.

ili na primjer:
Poematium poetriae poetriae poemat(i)um.